# 猶因塔山脈
猶因塔山脈（英語：Uinta Mountains，發音/juːˈɪntə/）是位於美國西部的一個東西走向的山脈，起始於猶他州東北部，並延伸至懷俄明州南部。猶因塔山脈是洛基山脈的一部分，最高峰是國王峰。

## 外部連結
- Uinta Mountain Lakes Map/Info （页面存档备份，存于） - an interactive map for exploring the high Uinta lakes